# Xiong Zi
Xiong Zi (hanzi: 熊姿) (Sichuan, 8 november 1976) is een voormalige Chinese volleyballer en beachvolleyballer. Met Chi Rong speelde ze van 1997 tot en met 2001 meer dan dertig toernooien in de FIVB World Tour. Xiong nam eenmaal deel aan de Olympische Spelen.

## Carrière

### Beach
Xiong vormde haar gehele beachvolleybalcarrière een team met Chi Rong. Het duo debuteerde in 1997 in de World Tour en nam dat jaar deel aan twee toernooien. Het seizoen daarop kwamen ze bij vijf toernooien niet verder dan drie zeventiende plaatsen. In 1999 deden ze mee aan zes internationale toernooien. Bij de wereldkampioenschappen in Marseille verloren ze in de eerste ronde van het Amerikaanse tweetal Annett Davis en Jenny Jordan. Na een overwinning op Patty Dodd en Karolyn Kirby werden ze in de tweede ronde van de herkansingen uitgeschakeld door Linda Hanley en Nancy Reno. In Dalian noteerden ze met een zevende plaats voor het eerst een topachtklassering. Het jaar daarop namen Xiong en Chi deel aan elf toernooien in de World Tour en behaalden daarbij hun eerste en enige podiumplaats. In Dalian wonnen ze de wedstrijd om het brons van het Portugese tweetal Cristina Pereira en Maria Schuller. In Berlijn eindigden ze verder als zevende. Bij de Olympische Spelen in Sydney eindigden ze als negende nadat ze in de achtste finale verloren van de latere kampioenen Natalie Cook en Kerri Pottharst. In 2001 speelde het duo hun laatste internationale seizoen. Ze wonnen het Challenger-toernooi van Xylokastro. Bij acht reguliere toernooien in de World Tour kwamen ze tot een vierde plaats in Maoming en zevende plaatsen op Grand Canaria en in Marseille. Bij de WK in Klagenfurt bereikte het duo de kwartfinale die verloren werd van het Braziliaanse tweetal Sandra Pires en Tatiana Minello. Xiong en Chi sloten het seizoen en hun internationale beachvolleybalcarrière met een zesde plaats bij de Goodwill Games in Brisbane af.

### Zaal
Xiong maakte deel uit van de Chinese ploeg die in 2002 vierde werd bij het wereldkampioenschap volleybal in Duitsland en goud won bij de Aziatische Spelen in Busan

## Palmares
Kampioenschappen
- 2000: 9e OS
- 2001: 5e WK

FIVB World Tour
- 2000:  Dalian Open